# Witschubdwergspecht
De witschubdwergspecht (Picumnus albosquamatus) is een vogel uit de familie Picidae (spechten).

## Verspreiding en leefgebied
Deze soort komt voor in centraal Zuid-Amerika en telt twee ondersoorten:
- P. a. albosquamatus: noordelijk Bolivia, zuidwestelijk Brazilië en noordelijk Paraguay.
- P. a. guttifer: centraal Brazilië.

## Status
De grootte van de populatie is niet gekwantificeerd maar de soort wordt omschreven als tamelijk algemeen. Op de Rode lijst van de IUCN heeft deze soort de status niet bedreigd.